# Трани, Винченцо
Винченцо Трани (итал. Vincenzo Trani; род. 18 мая 1974, Неаполь, Италия). Президент и председатель правления холдинга Mikro Kapital Group, основатель оператора каршеринга Делимобиль и «Делисамокат».

## Биография
Родился 18 мая 1974 года в Неаполе. Происходит из семьи итальянских банкиров. Его отец возглавлял международный департамент в старейшем банке мира Monte dei Paschi di Siena.
В 2000 году приехал в Россию и работал в различных банках.
В 2007 году основал инвестиционную компанию General Invest, а в 2008 году холдинг Mikro Kapital Group.
С 2019 до 2022 года занимал пост Президента Итало-Российской Торговой Палаты, сменив Розарио Алессандрелло, который был бессменным президентом с 1999 года..
В 2019 году онлайн-журнал Russia Beyond назвал его одним из главных финансистов в России.

## Карьера
- 1997—2000 гг. — руководитель отделения банка Monte dei Pasqui di Siena SpA (Италия).
- 2000—2004 гг. — старший советник ЕБРР по содействию развитию малого и среднего бизнеса в России; представитель ЕБРР в совете директоров, заместитель генерального директора КМБ Банк.
- 2005—2009 гг. — член и председатель руководящих органов в «Банк Интеза», АКБ «МДМ», КБ «Росэнергобанк»[8].
- 2008—н.в. — председатель правления Mikro Kapital Management S.A. (Люксембург) – холдинговой управляющей компании фондов Mikro Fund, Alternative Fund, MK Impact Finance, инвестирующих в реальный сектор экономики, банковскую систему, МСП в странах Евразии.
- 2009—н.в. — основатель, президент и председатель совета директоров General Invest. Компания оказывает услуги по доверительному управлению частным капиталом, а также брокерские и депозитарные услуги на российском и международных рынках[9].

В 2018 году в Москве начали работу системы проката электросамокатов «Делисамокат».
В октябре 2021 года каршеринговая компания Делимобиль, основанная Винченцо Трани в 2015 году, подала в Комиссию по ценным бумагам и биржам США предложение о первичном публичном размещении своих американских депозитарных акций, представляющих обыкновенные акции Делимобиль.

## Образование
Окончил Санкт-Петербургский институт международных экономических отношений по специальности «Экономика предприятия» и «Юриспруденция».

## Награды
- Орден Звезды Италии степени офицера (9 января 2020)[12].